# 커피 의식

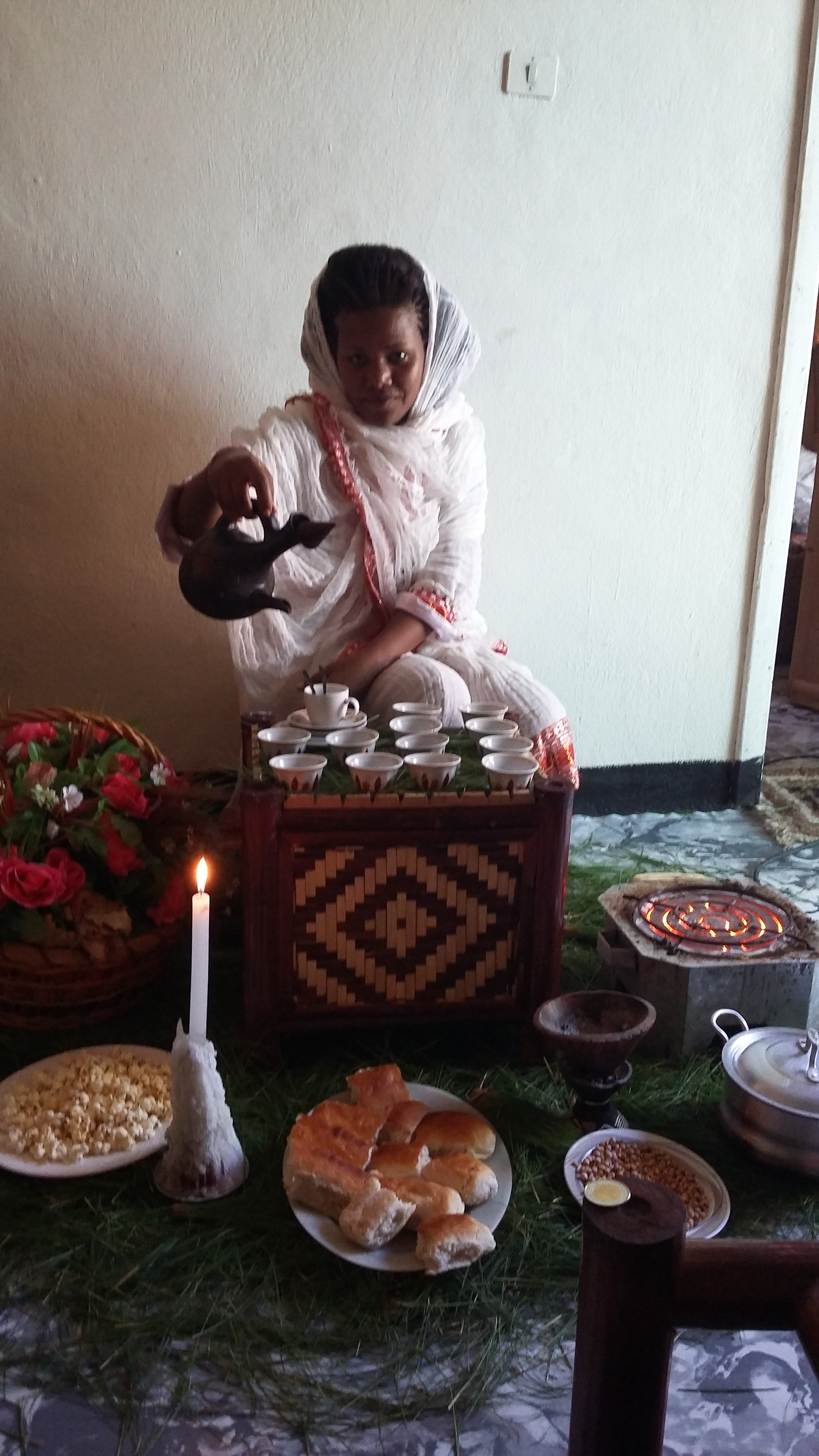
에티오피아의 커피 의식

커피 의식 또는 분나 마플라트(암하라어: ቡና ማፍላት→커피 끓이기)는 커피를 만들어 대접하고 마시는 의식이다. 에티오피아와 에리트레아의 전통 문화이다.
저버나라 불리는 커피 주전자를 사용한다.

## 이름
"분나(ቡና)"는 암하라어로 커피를 뜻하는 말이다. "마플라트(ማፍላት)는 "끓이기"라는 뜻이다.

## 사진 갤러리

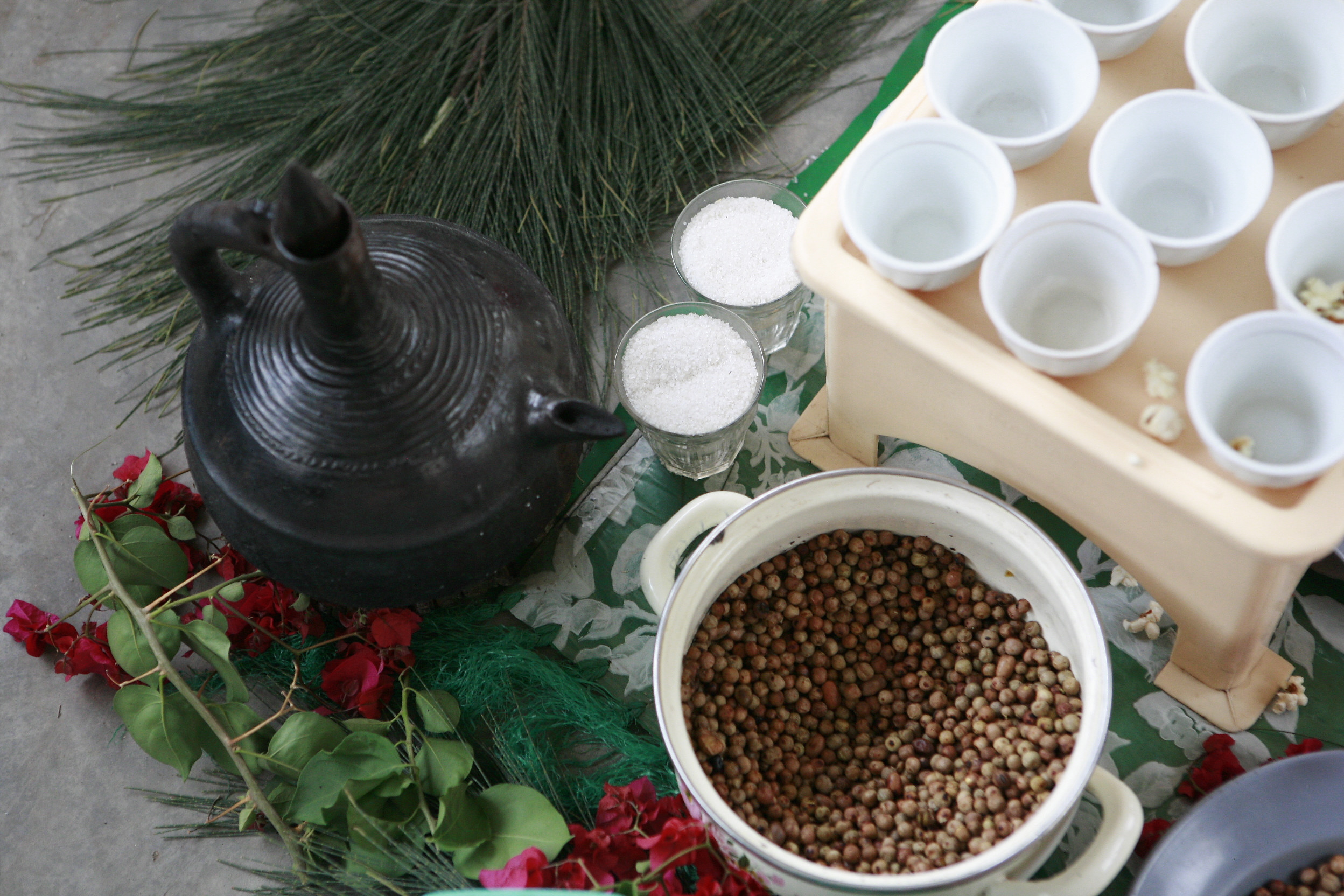
커피 의식에 쓰이는 도구
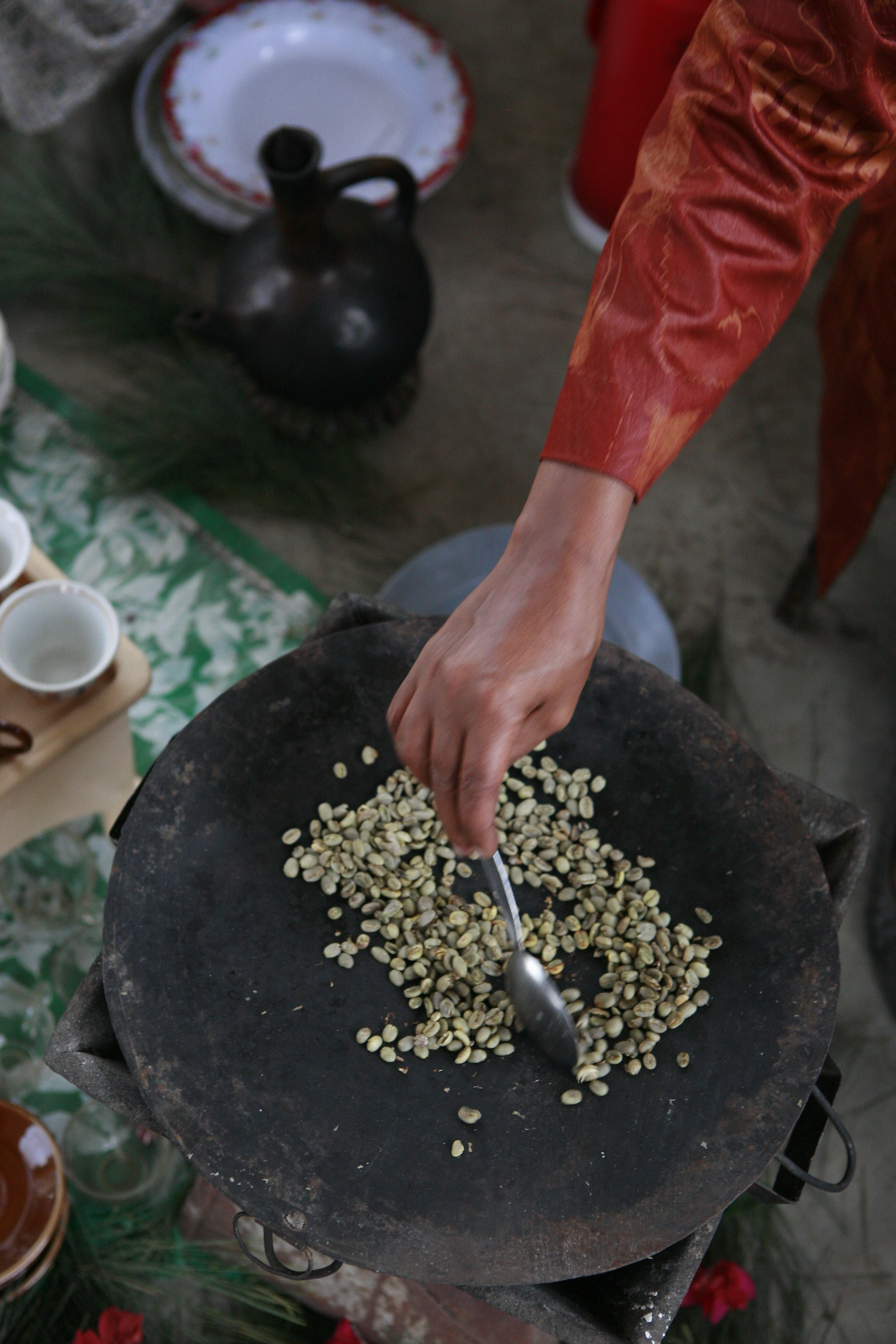
생두 볶기
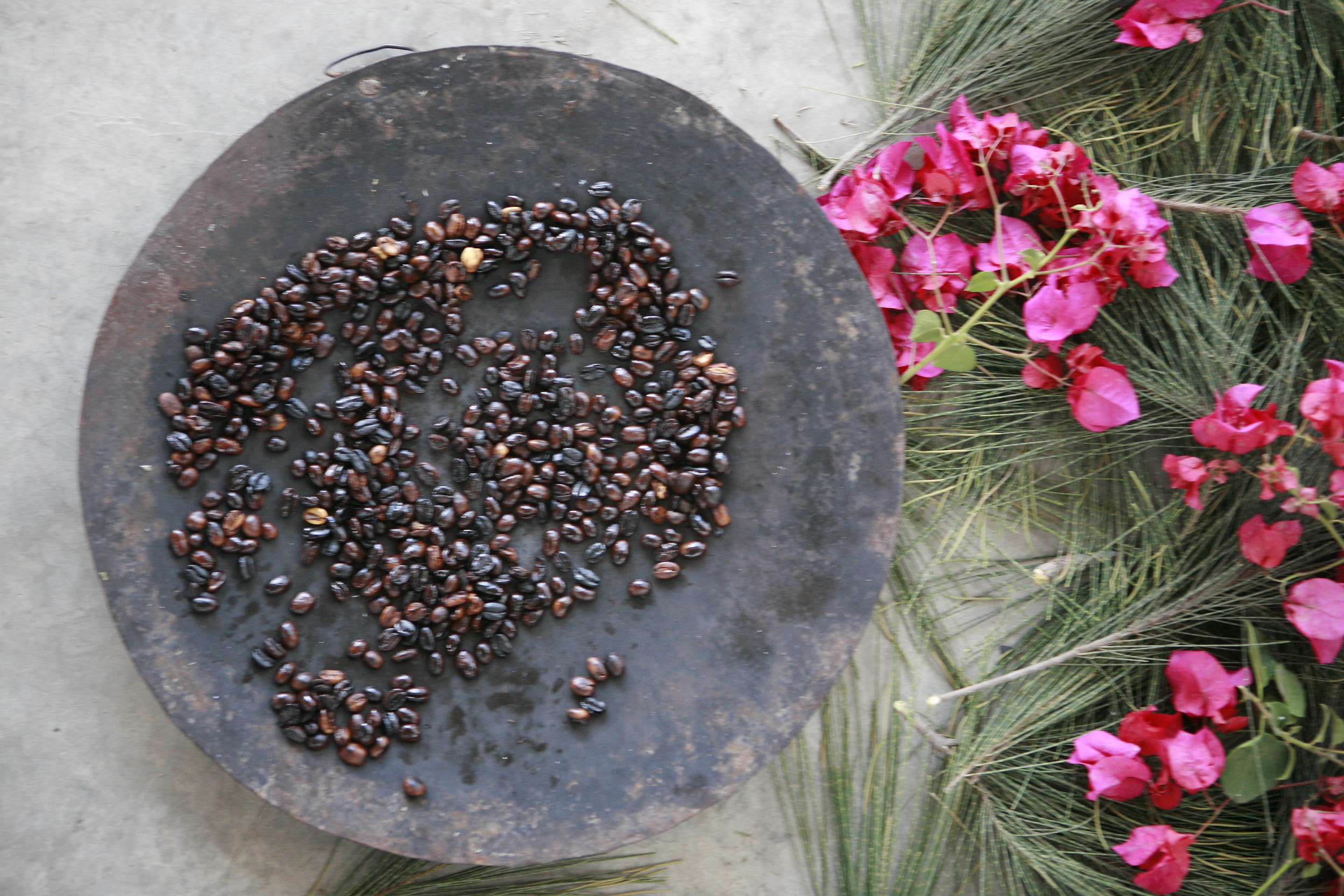
잘 볶아진 원두
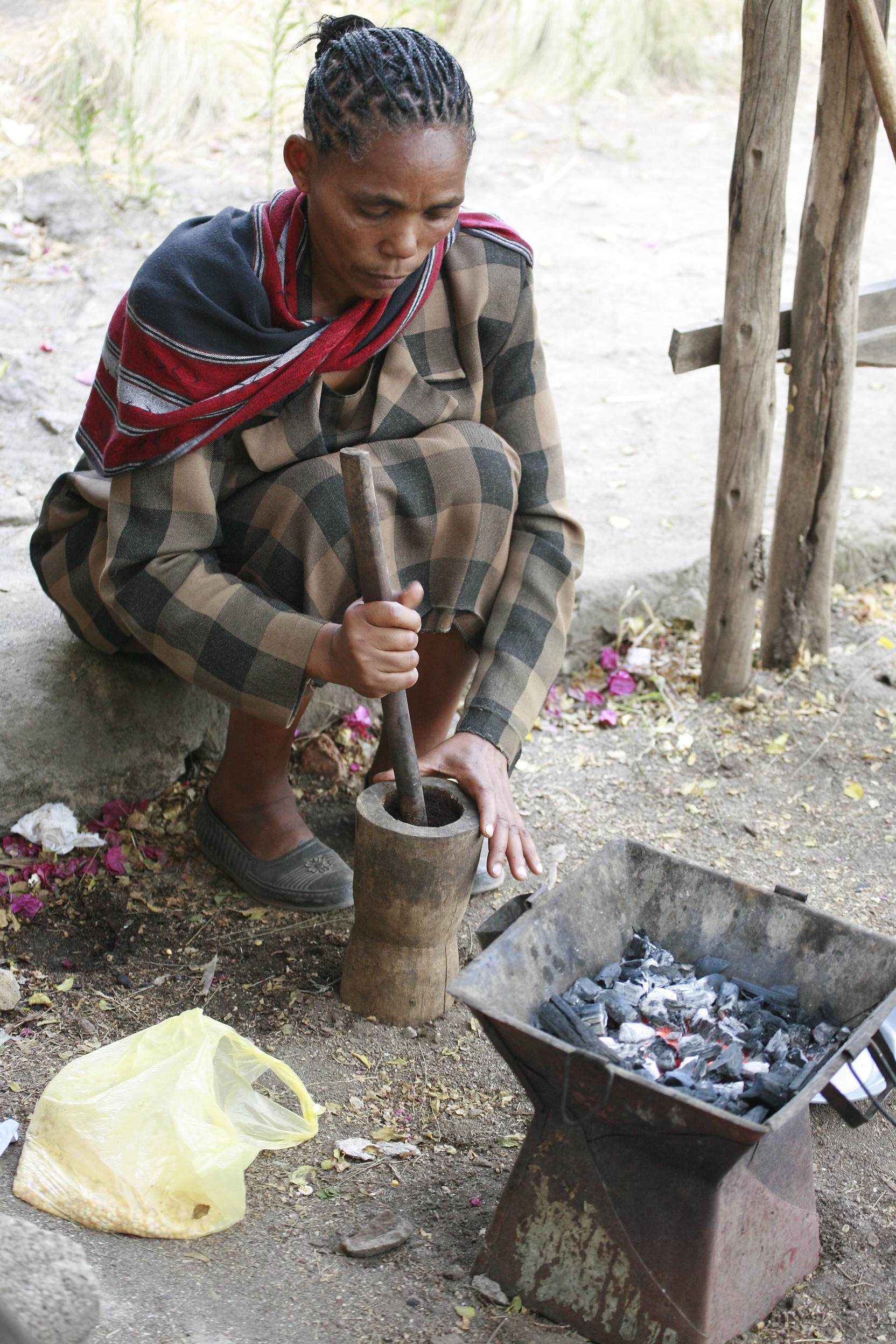
볶은 원두 찧기
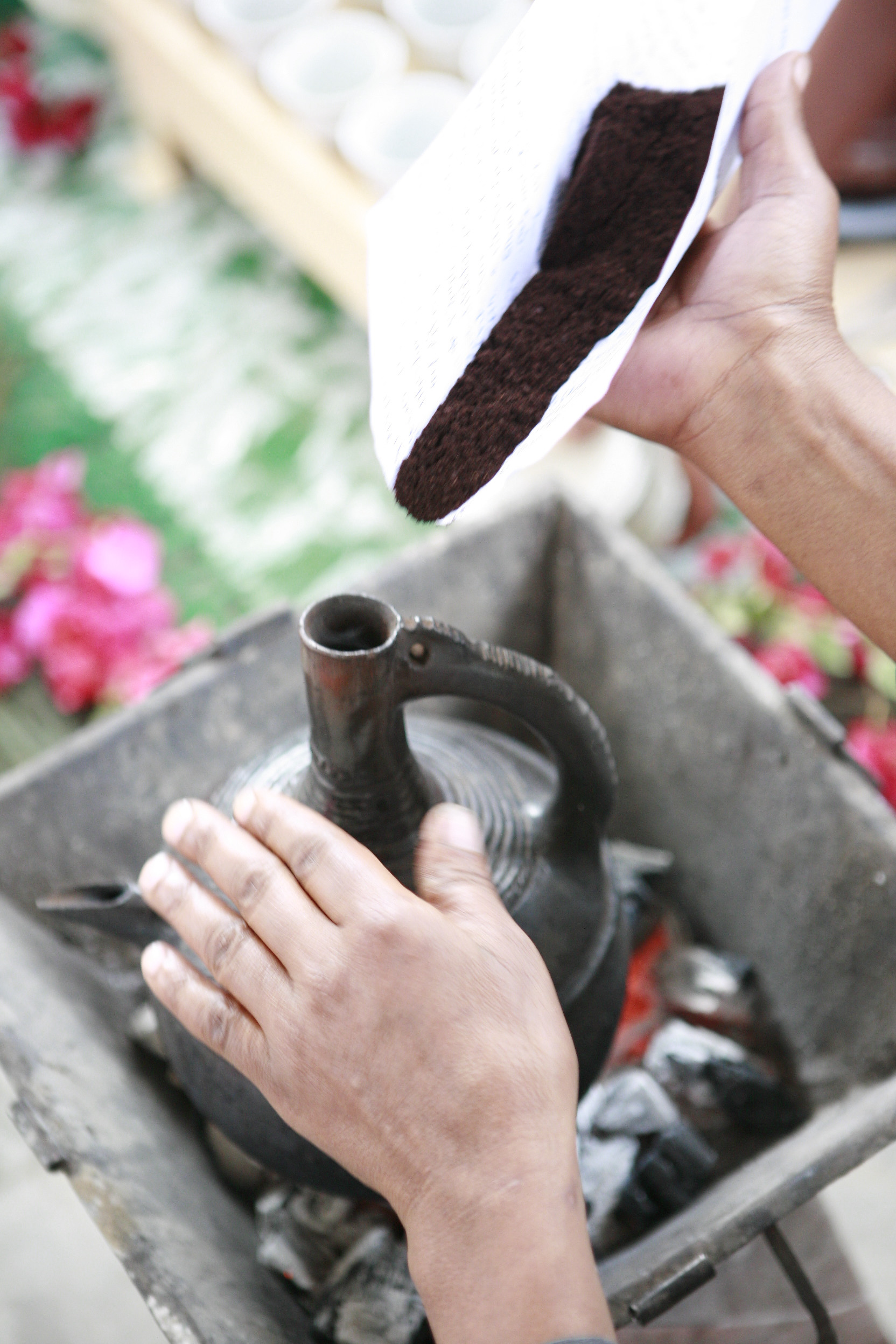
저버나에 커피 가루 넣기
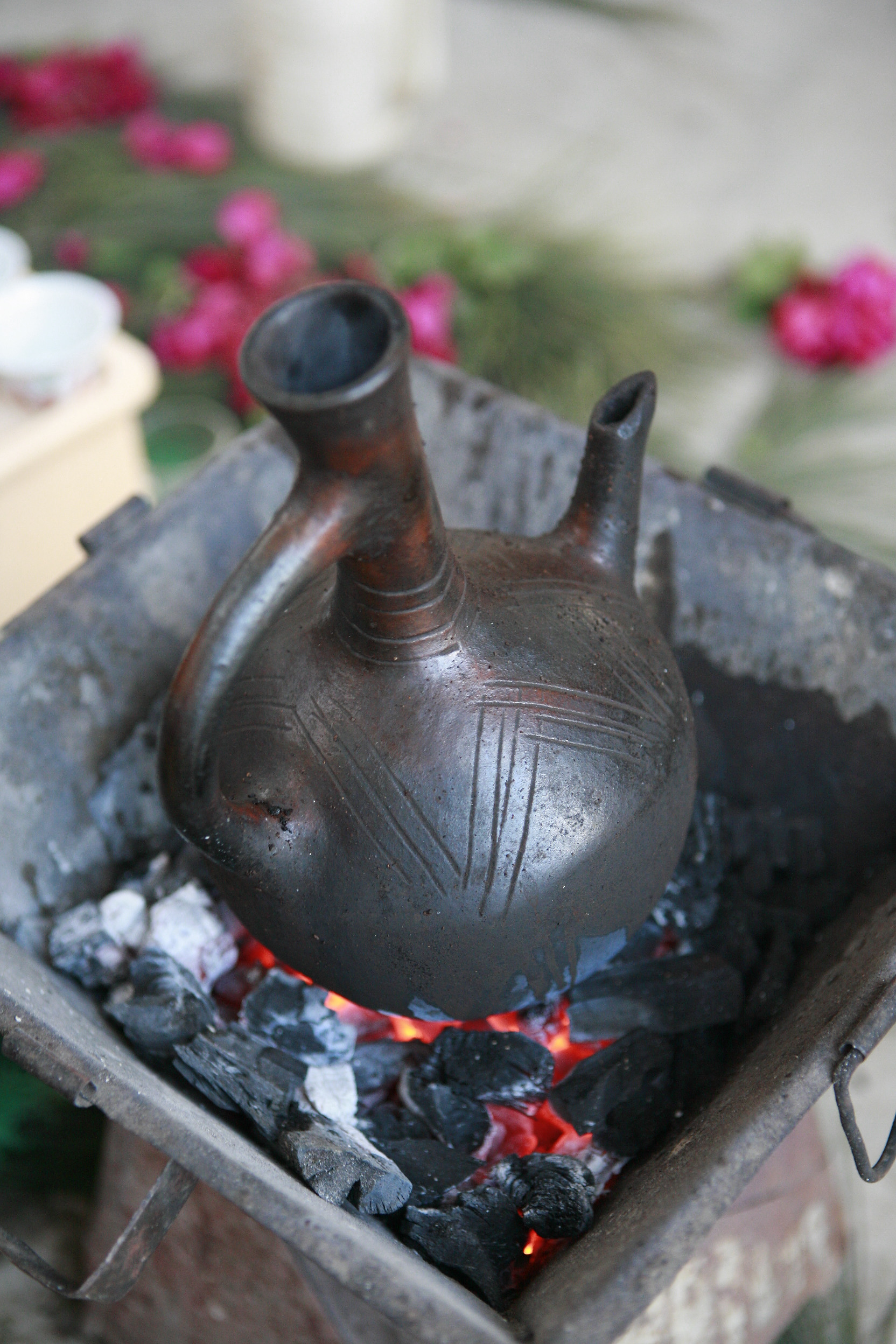
커피 끓이기
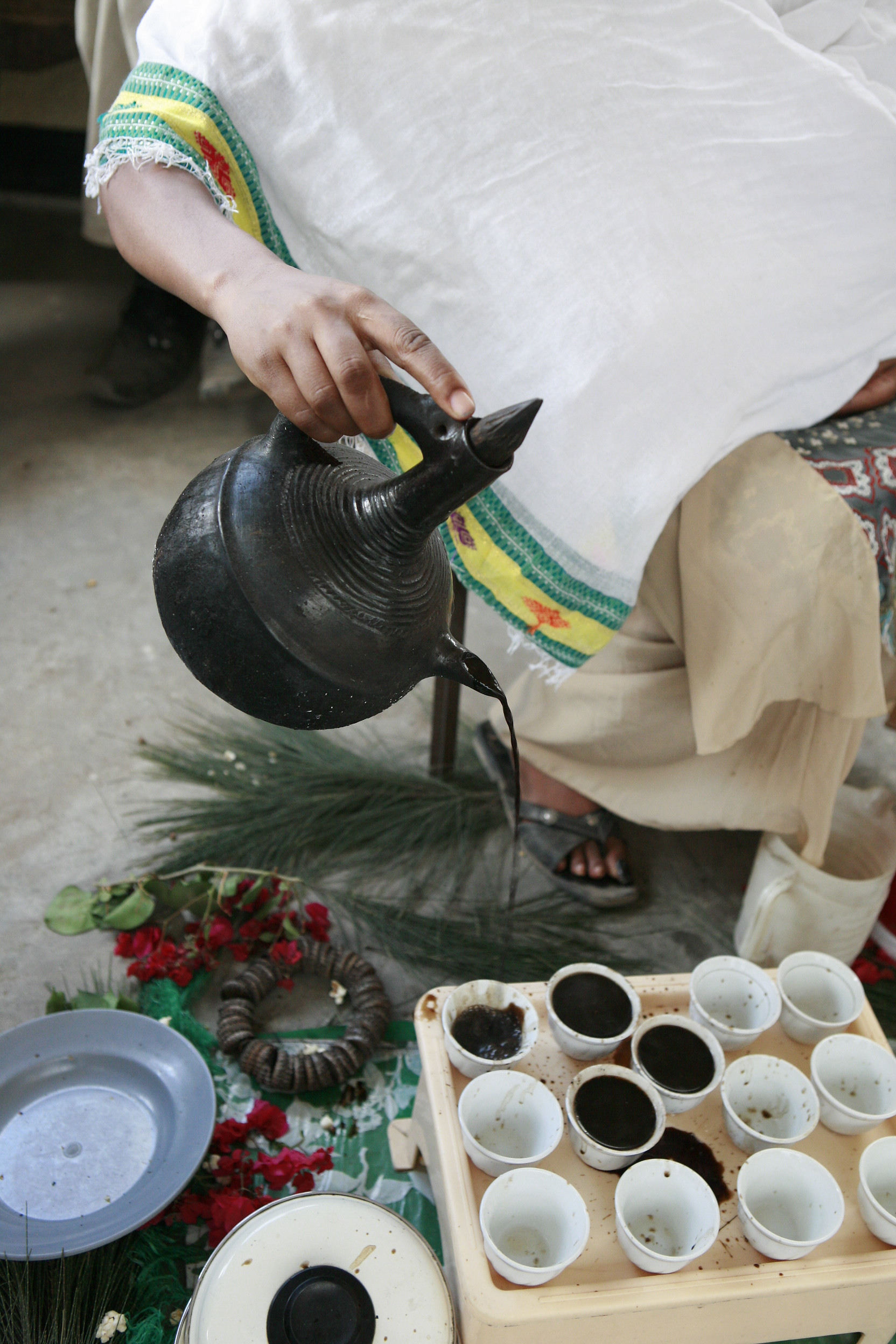
커피 따르기

## 같이 보기
- 차 의식